# Toyota Ventury
Der Toyota Ventury ist ein thailändischer Kleinbus der japanischen Automobilmarke Toyota. Entwickelt wurde dieser von Toyota Thailand und basiert auf den technischen Plänen des Toyota Hiace. Seine Premiere hatte der Ventury im Januar 2007 und wird seither auch offiziell im Modellprogramm angeboten. Das Modell wurde von Toyota neben dem altbewährten Toyota Commuter etabliert und ist mit Neuwagenpreisen von 1.288.000 ฿ bis 1.468.000 ฿ das zweitteuerste Fahrzeug im aktuellen Modellprogramm von Toyota Thailand. Das teuerste Modell im Modellprogramm stellt das offiziell als eigene Modellreihe etablierte Brudermodell Ventury Majesty.
Für die Motorisierung wird beim Ventury ein 2TR-FE-Ottomotor mit einem Hubraum von 2694 cm³ und einer Leistung von 111 kW eingesetzt. Das Leergewicht des Wagens wird mit 2040–2050 kg angegeben.
Das Modell gibt es in den zwei Versionen Ventury 2.7 G und als Ventury 2.7 V, die beide nur mit einem Automatikgetriebe erhältlich sind.
Diese sind für jedermann bereits von weitem zu unterscheidbar, denn Lederausstattung, Front- und Heckschürze sowie Spoiler gibt es nur beim teureren V-Modell. Ebenso werden Zentralverriegelung und Diebstahlwarnanlage ausschließlich beim V-Modell eingebaut.
Eine technisch und stilistisch überarbeitete Version des Toyota Ventury wird in der Volksrepublik China von der Higer Bus Co., Ltd. unter dem Namen Higer KLQ6540 vermarktet. Dieser ist auf 5230 mm verlängert worden und steht sowohl als Personentransporter wie für Krankenhäuser auch als Krankentransportwagen zur Wahl. Auf Grund der angewandten SKD-Bauweise, beträgt die Höhe der chinesischen Version 2285 mm, der Radstand erhöht sich sogar auf 3110 mm. Sowohl in der thailändischen wie auch in der chinesischen Version haben bis zu 13 Personen Platz. Vier verschiedene Motoren stehen bei dem Higer KLQ6540 zur Wahl. Das Einsteigermodell stellt der DK4 aus Produktion der Mianyang Huarui Automotive Co., Ltd. mit einer Leistung von 85 kW bei 3800/min. Die mittlere Motorisierung stellt der 4RB2, eine chinesische Lizenzproduktion des Mitsubishi 2RZF-E. Hergestellt wird dieser vom selben Hersteller und bietet eine Leistung von 102 kW bei 4600 bis 5000/min. Sowohl eine Euro-III und Euro-IV-Version dieser Motorisierung stehen zur Auswahl. Das Topmodell hingegen wird mit einem Mitsubishi 4G69S4N angetrieben. Dieser hat eine Leistung von 200 kW bei 2500 bis 4000/min. Radio mit CD-Spieler, Klimaanlage, Antikollisionsradar, Bremskraftverstärker, ABS und EBD gehören beim Higer zur Standardausstattung.